# Jeu d'ambiance

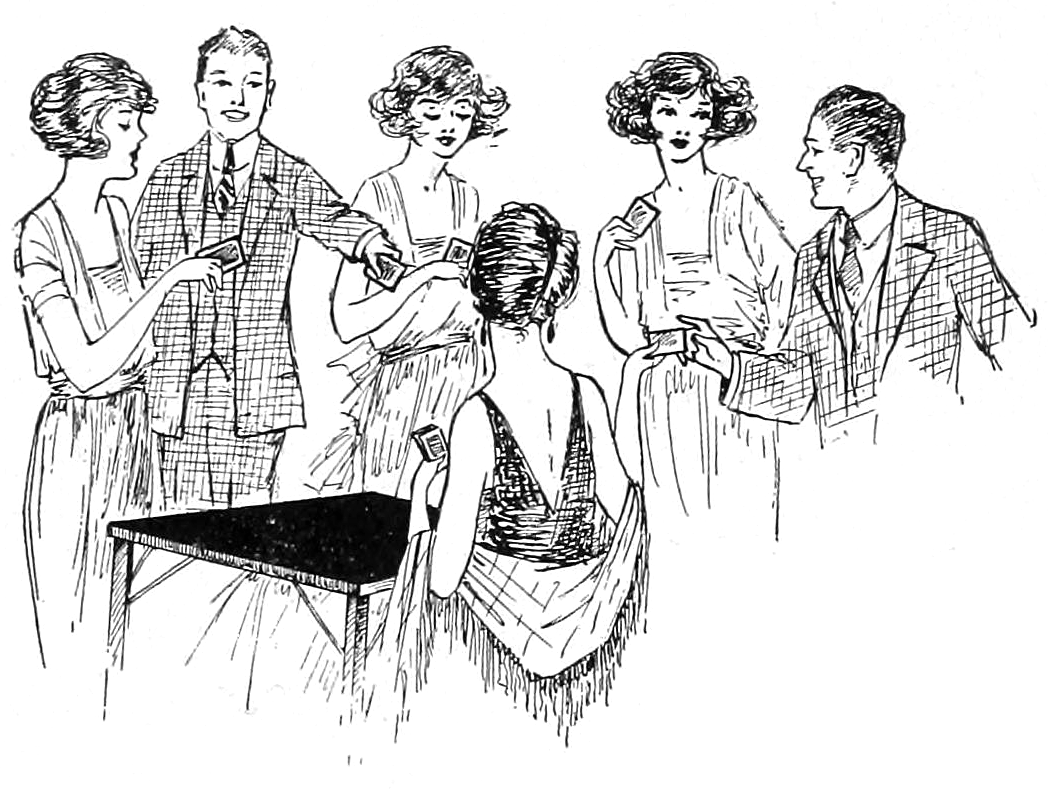
Jeu de bonne aventure (illustration de 1922).

Un jeu d'ambiance est un jeu de société dont le but n'est pas tant de gagner que de passer un moment drôle et agréable (en famille ou entre amis).
En général, les jeux d'ambiance ont un format court, accessible et drôle. 
Exemples de jeux d'ambiance basé sur le bluff :
- Pigeon Pigeon

Exemples de jeux d'ambiance basé sur la rapidité :
- Jungle Speed

Exemples de jeux d'ambiance basé sur les mîmes :
- Time's up